# Unité urbaine de Razac-sur-l'Isle
L'unité urbaine de Razac-sur-l'Isle est une unité urbaine française centrée sur la ville de Razac-sur-l'Isle, dans le département de la Dordogne.

## Données globales
Dans le zonage réalisé par l'Insee en 1999, l'unité urbaine (l'agglomération) de Razac-sur-l'Isle est composée de deux communes de la Dordogne, dans l'arrondissement de Périgueux.
En 2010, selon l'Insee, l'unité urbaine de Razac-sur-l'Isle est composée des deux mêmes communes.
Avec l'unité urbaine de Périgueux, elle représentait un des deux pôles urbains de l'aire urbaine de Périgueux. La notion d'aire urbaine est abandonnée par l'Insee en 2020 et remplacée par celle d'aire d'attraction d'une ville. L'aire d'attraction de Périgueux est composée de 49 communes du département de la Dordogne, incluant les deux communes de l'unité urbaine de Razac-sur-l'Isle.
Dans le zonage 2020 de l'Insee, l'unité urbaine reste sur le même périmètre.

### Composition
La liste ci-dessous, établie par ordre alphabétique, indique les communes appartenant à l'unité urbaine de Razac-sur-l'Isle, selon la délimitation de 2020, avec leur population municipale, issue du recensement le plus récent  :
| Nom                 | Code Insee | Statut | Superficie (km2) | Population (dernière pop. légale) | Densité (hab./km2) |
| ------------------- | ---------- | ------ | ---------------- | --------------------------------- | ------------------ |
| Annesse-et-Beaulieu | 24010      |        | 12,12            | 1 478 (2022)                      | 122                |
| Razac-sur-l'Isle    | 24350      |        | 14,24            | 2 367 (2022)                      | 166                |

## Évolution démographique
L'évolution démographique ci-dessous concerne l'unité urbaine selon le périmètre défini en 2020.
| 1936  | 1954  | 1962  | 1968  | 1975  | 1982  | 1990  | 1999  |
| ----- | ----- | ----- | ----- | ----- | ----- | ----- | ----- |
| 1 331 | 1 612 | 1 749 | 1 917 | 2 333 | 2 888 | 3 311 | 3 522 |

| 2006  | 2011  | 2016  | 2022  | - | - | - | - |
| ----- | ----- | ----- | ----- | - | - | - | - |
| 3 812 | 3 912 | 2 842 | 3 845 | - | - | - | - |

Histogramme

(élaboration graphique par Wikipédia)